# NGC 6822
NGC 6822 também conhecida como Galáxia de Barnard é uma galáxia irregular localizada a aproximadamente um milhão e oitocentos mil anos-luz de distância na direção da constelação de Sagitário. Trata-se de uma galáxia pequena, possui aproximadamente quinze mil anos-luz de diâmetro, uma magnitude aparente de +9,3, uma declinação de -14° 48' 37" e uma ascensão reta de 19 horas, 44 minutos e 56,3 segundos.
A galáxia NGC 6822 foi descoberta em 1884 por E.E. Barnard, mas só foi devidamente catalogada nos anos 20 por Edwin Hubble e Milton Lasell Humason. 